# Château de Cordès
Le château de Cordès est situé sur la commune d'Orcival, à 900 m d'altitude, dans le département du Puy-de-Dôme en Auvergne-Rhône-Alpes (France).

## Histoire
Le site du château appartient au Moyen Âge à la famille de Chalus (les Chalus-Bouvier, pas les Chalus-Lembron selon Claude Le Laboureur), mentionnée dans les sources à partir de 1268 et qui cède le lieu à la famille d'Alègre en 1659. La fortification date du XVe siècle mais a été remaniée au XVIIe siècle. Yves d'Alègre (1653-1733), maréchal de France en 1724, est à l'origine des travaux d'embellissement de ce château féodal ; ses jardins ont été dessinés par André Le Nôtre en 1695. Le château fut vendu en 1755 à Pierre Grangier de Védières.

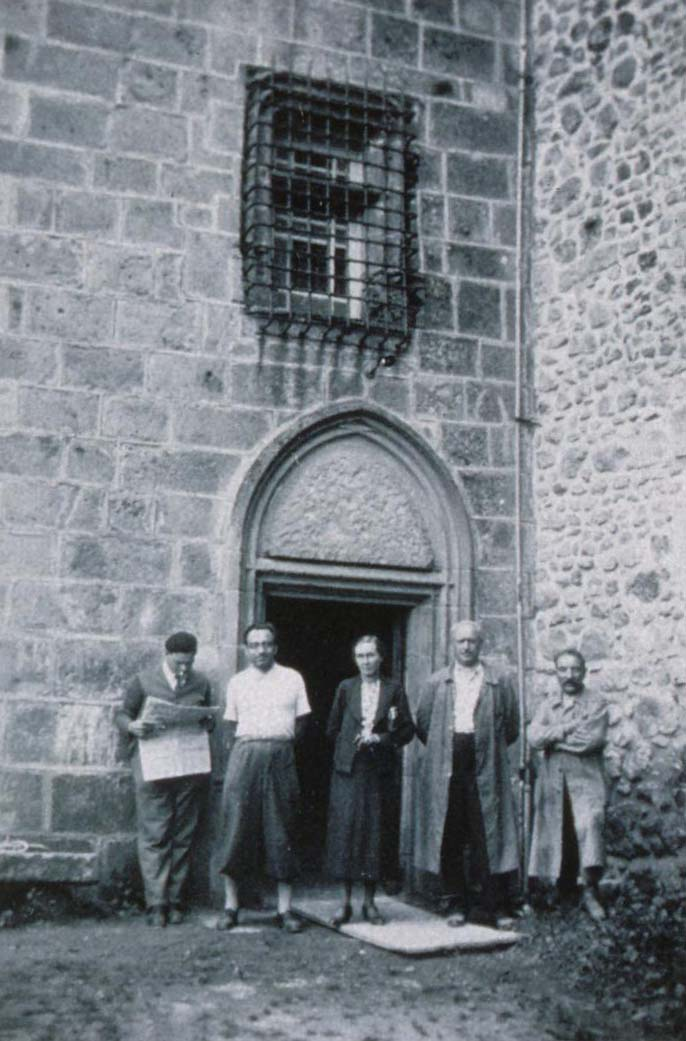
Les bibliothécaires strasbourgeois à leur arrivée au château en 1939.
(Bibliothèque nationale et universitaire)

En 1873, ses descendants vendirent la propriété à Félix-Victor Martha-Becker, comte de Mons. Paul Bourget y situe l'action de son roman Le Démon de midi paru en 1914. En 1928, les propriétaires s'en séparent au profit de Carl-Henri Sisck, citoyen américain né à Boston.
Le 17 juin 1938, le conseil général du Puy-de-Dôme s'est rendu acquéreur du château auprès de son propriétaire américain. Le domaine a alors une superficie de 21 ha 51 a et comprend un château du XVe siècle, classé monument historique par arrêté du 20 novembre 1933, un parc à la française dessiné par Le Nôtre, également classé, ainsi que des bois de haute futaie, des prés et pâtures, un jardin et des bâtiments d'exploitation. Le docteur Eugène Roy, conseiller général et sénateur défend le grand intérêt qu'aurait le département à ne pas laisser lui échapper cette richesse artistique de l'Auvergne. Il conseille de l'acheter et d'y aménager une auberge de jeunesse.
En 1939, le château accueille une partie des collections de la Bibliothèque nationale et universitaire de Strasbourg mises à l'abri dans le Puy-de-Dôme au début de la Seconde Guerre mondiale,. En 1942, le conseil départemental revend le château.

## Architecture
La façade extérieure du côté du Sioulet est ornée de mâchicoulis.
À l'intérieur, on peut admirer un retable en marbre de Carrare datant du XVIe siècle et un gisant d'Yves II d'Allègre (compagnon de Bayard).
Les décors intérieurs se composent de stucs, de bois peint, de cheminées en pierre et de pavements en carreaux de terre cuite.
Le salon est décoré de gypseries datant du XVIIIe siècle.
Le château, à l'intérieur au rez-de-chaussée la chapelle et le salon Louis XV, à l'extérieur la cour d'honneur et le parc à la française avec toutes ses charmilles ont été classés monument historique le 20 novembre 1933, après une inscription le 13 juillet 1926 concernant le reste du château.

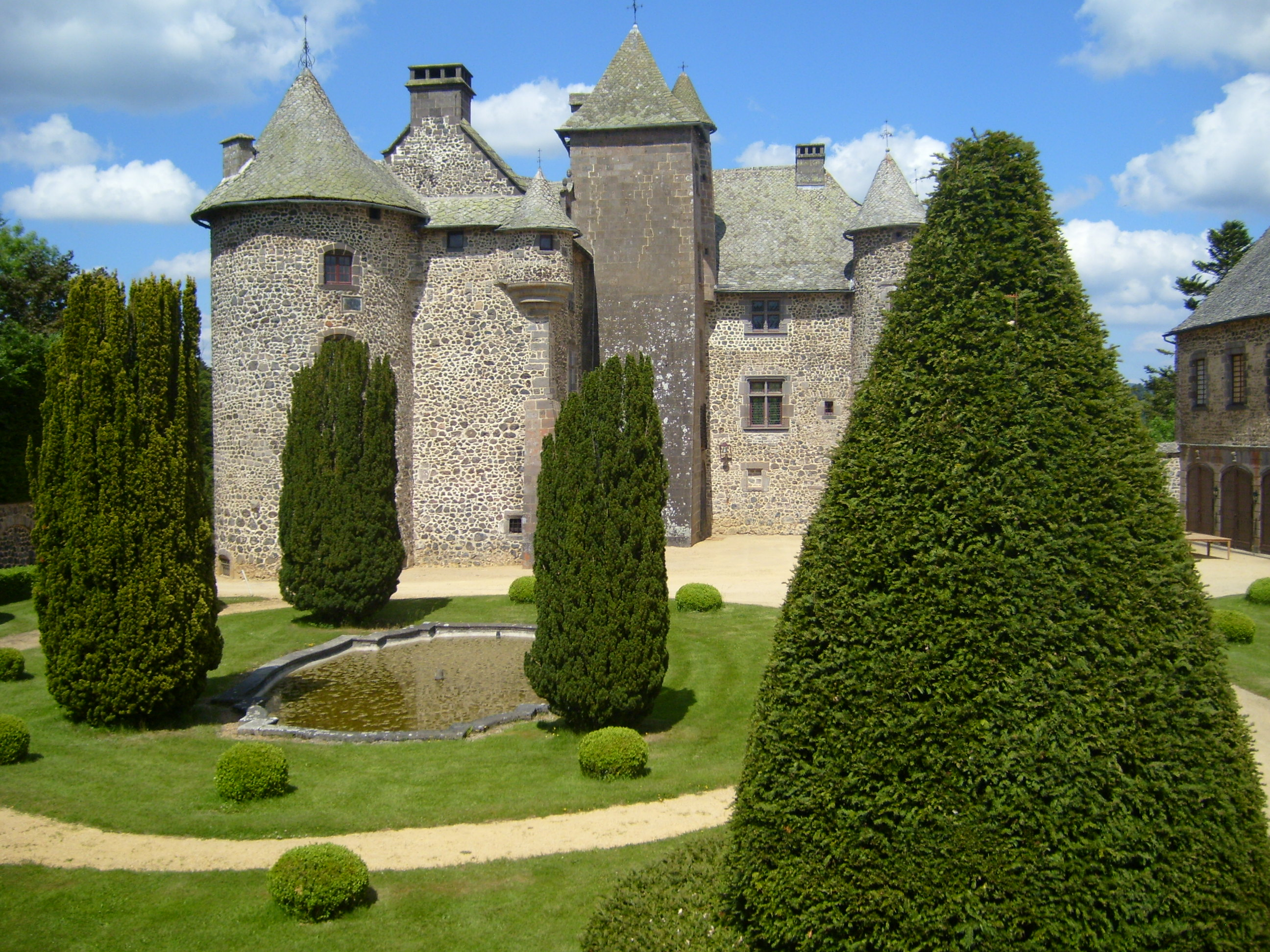
Le château de Cordès.
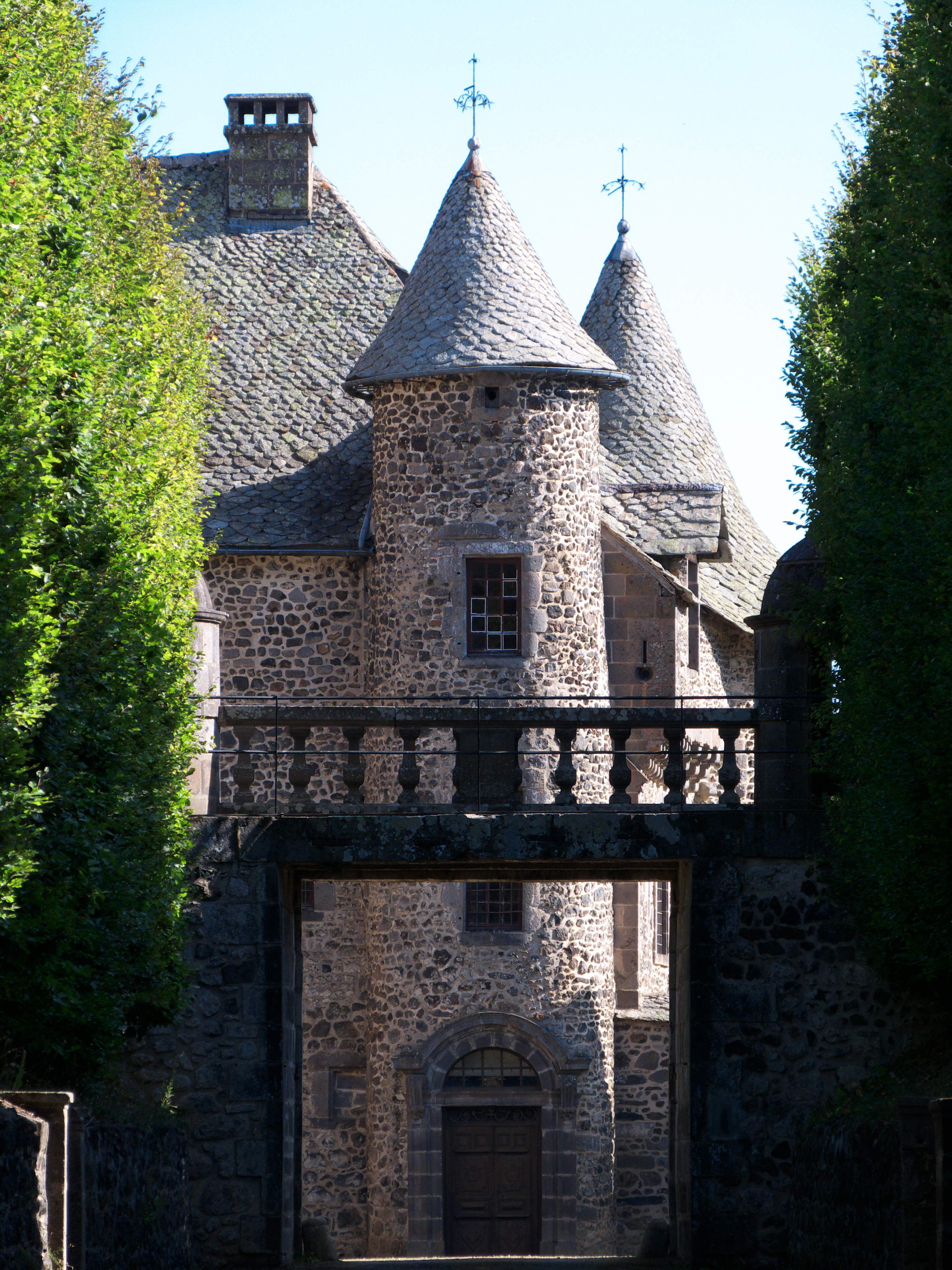
L'entrée du château.
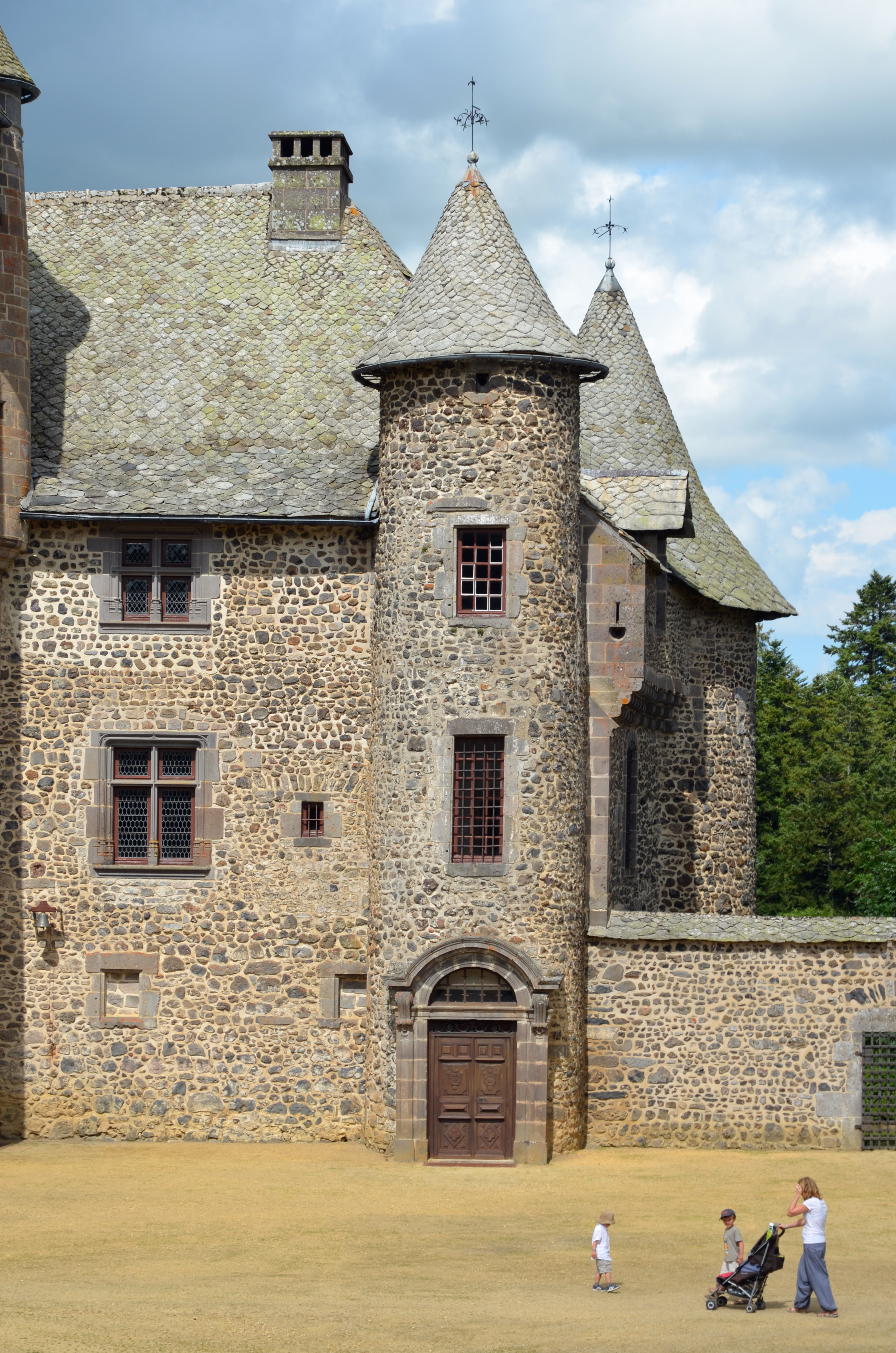
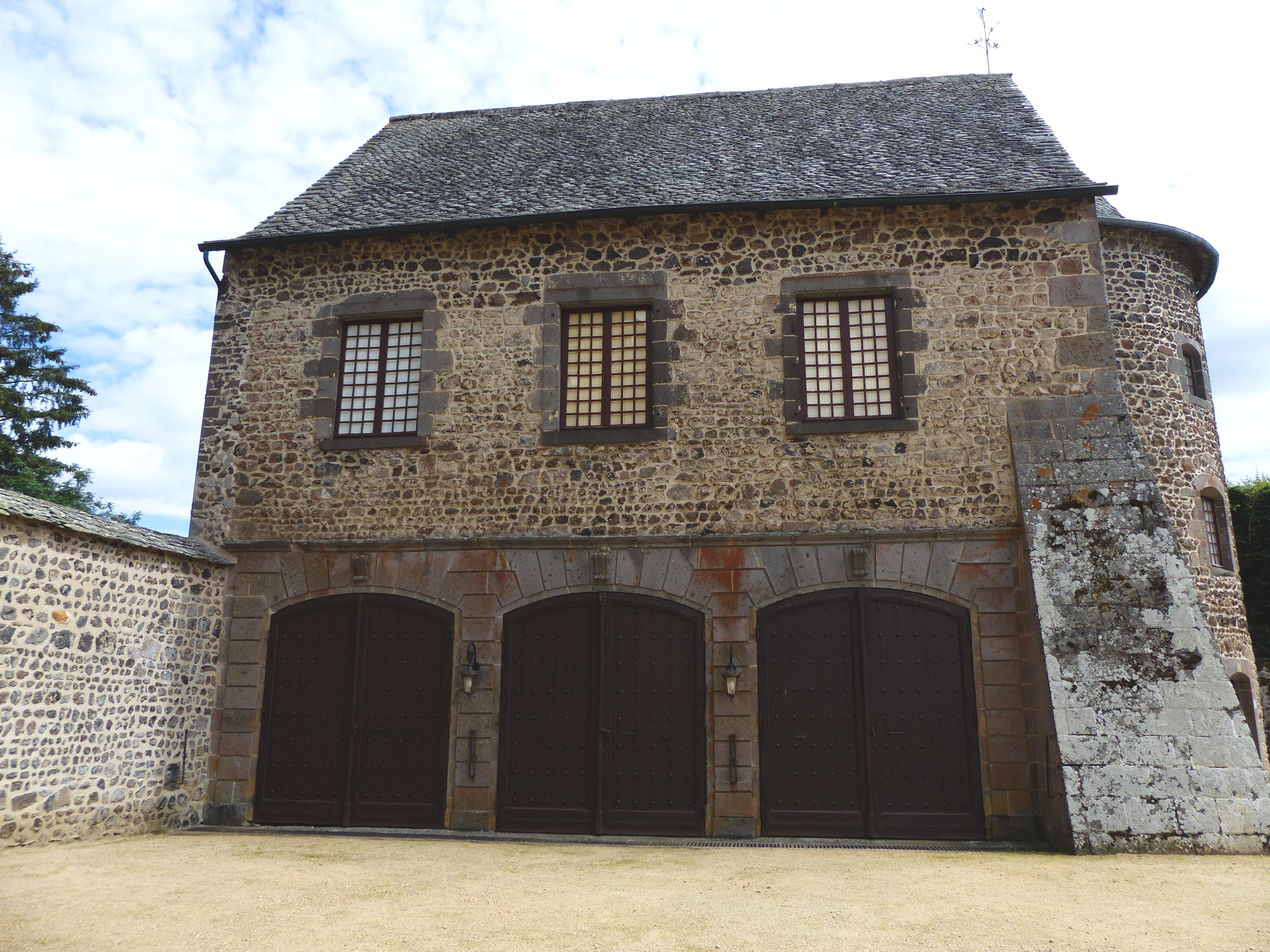
Le bâtiment des garages à l'est de la cour d'honneur.

## Parc et jardins

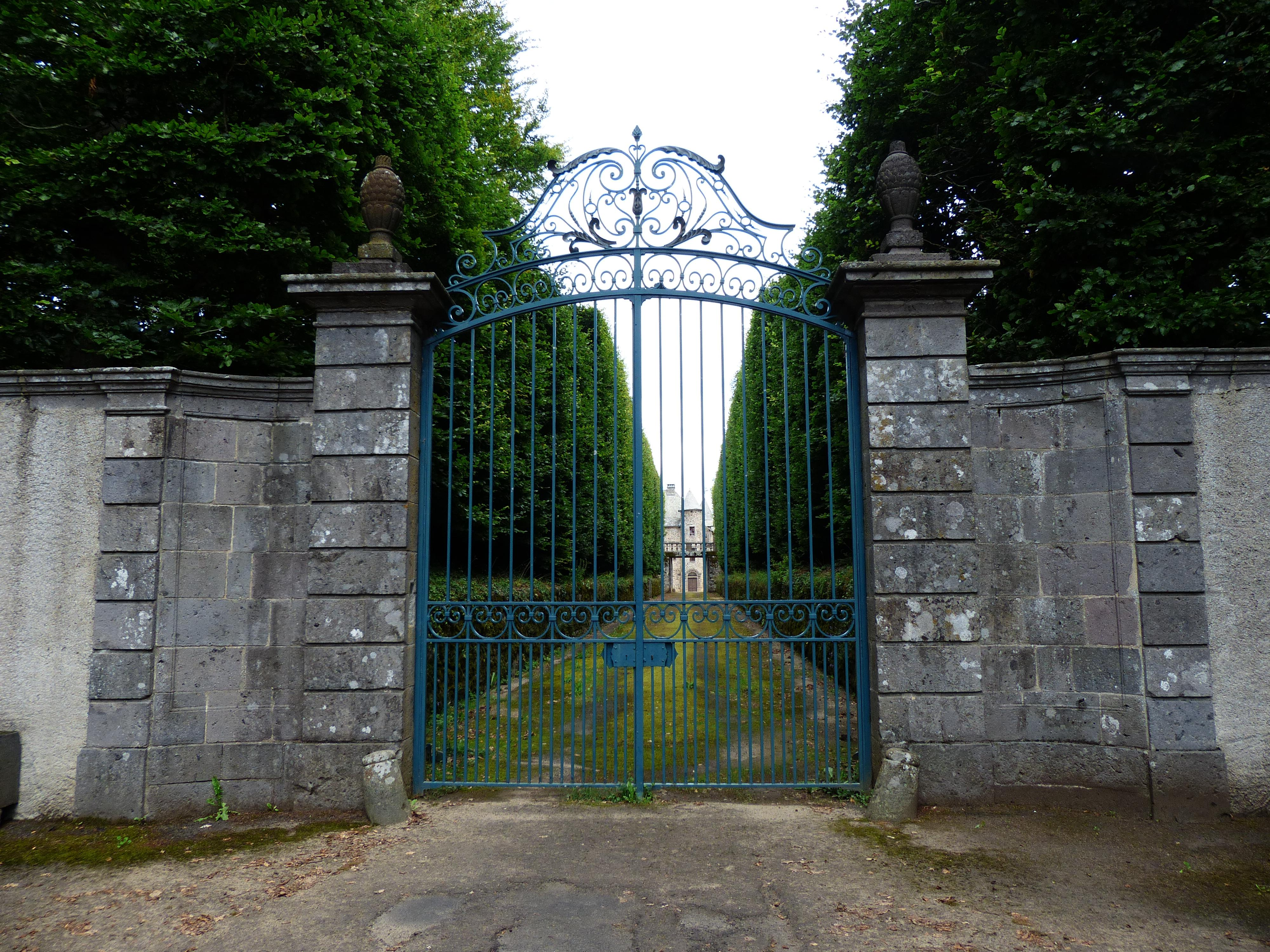
La grille d'entrée et l'allée centrale.

Un parc précède le château, avec ses jardins constitués de roseraies et de charmilles dessinés par André Le Nôtre en 1695.
Il est décrit par des naturalistes de l’Académie des sciences de Clermont-Ferrand, lors d’une excursion géologique à Rochefort-Montagne en 1837, par l'abbé Guélon en 1891.
L'ensemble qui comporte aussi le mur de clôture et la clôture du jardin, la terrasse en terre-plein, l'escalier indépendant, l'allée centrale bordée de charmilles, le bassin et le jardin potager a été inscrit au pré-inventaire des jardins remarquables.
En 1925, Henri Pinguenet a représenté les jardins de Cordès sur une tapisserie de laine et de soie (atelier Coupé à Bourganeuf) qui est passée en vente publique à Vannes le 10 décembre 2016.

## Dans les arts
- Le château est évoqué par la comtesse Dash dans ses Mémoires des autres (1896-1898), où elle déclare l'avoir décrit ailleurs sous le nom de Mareuil[14].
- Le château est le Soléac du Démon de midi de Paul Bourget.
- En 1984 le château est utilisé comme décor (château de Frankenstein) lors du tournage du film La Promise[15] (avec Sting dans le rôle du baron Charles Frankenstein).